# آرتور آموندسن
آرتور آموندسن (نروژی: Arthur Amundsen; ۲۲ مارس ۱۸۸۶ – ۲۵ فوریهٔ ۱۹۳۶) ژیمناست هنری اهل نروژ بود.